# گره حلقه‌متحرک

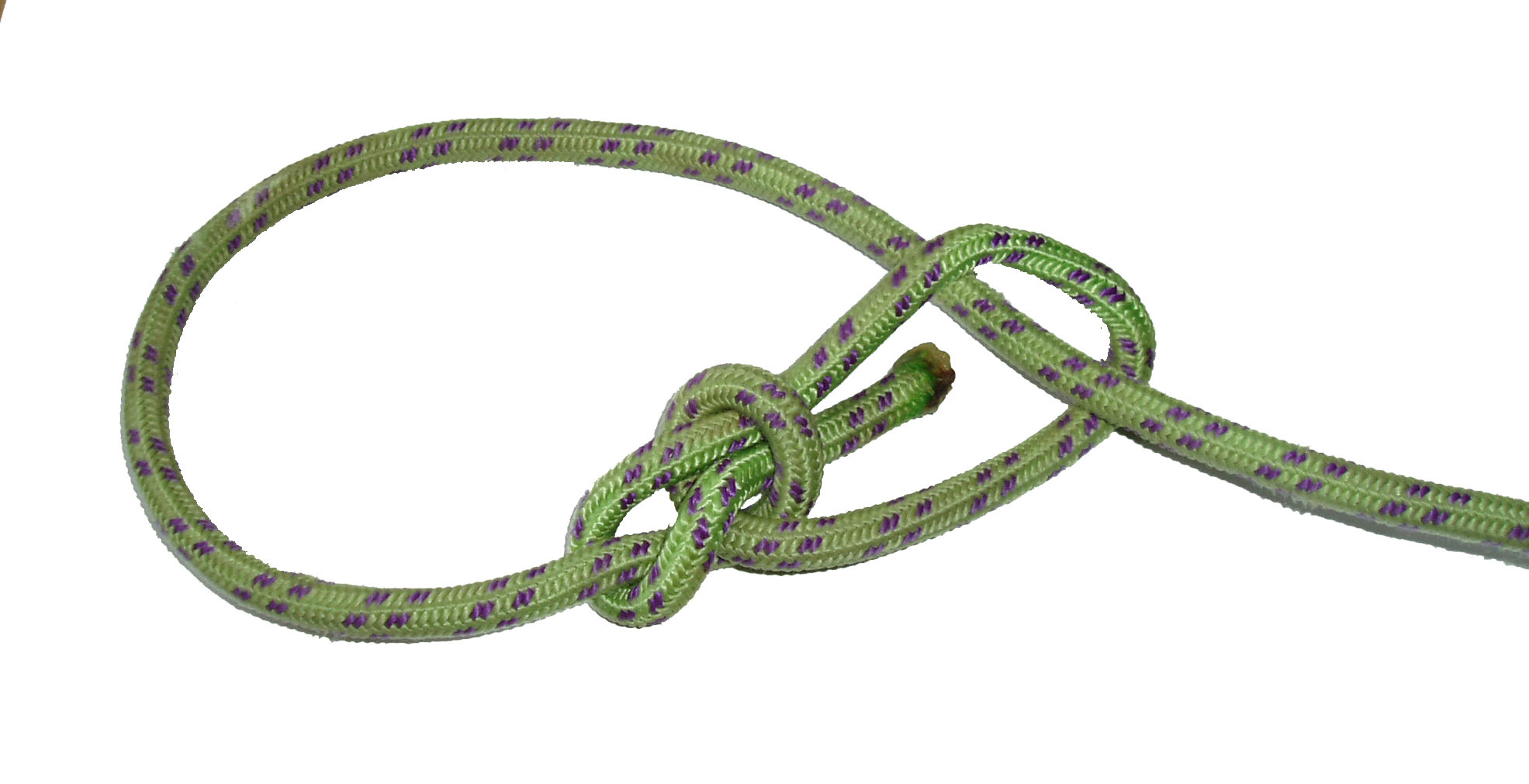
گره حلقه‌متحرک

گره حلقه‌متحرک گرهی است که در سر طناب دور قسمت ثابت آن زده می‌شود و حلقهٔ آن در طول قسمت ثابت قابلیت جابه‌جایی دارد